# Sidamon
Sidamon község Spanyolországban, Lleida tartományban. Sidamon El Palau d'Anglesola, Fondarella, Torregrossa és Bell-lloc d’Urgell községekkel határos. Lakosainak száma 767 fő (2024).

## Népesség
A település népessége az utóbbi években az alábbiak szerint változott:
| Lakosok száma | 30   | 330  | 466  | 501  | 452  | 642  | 756  | 706  | 734  | 767  |
|               | 1717 | 1887 | 1936 | 1960 | 1986 | 2004 | 2009 | 2014 | 2019 | 2024 |